# Poldi Steinbach

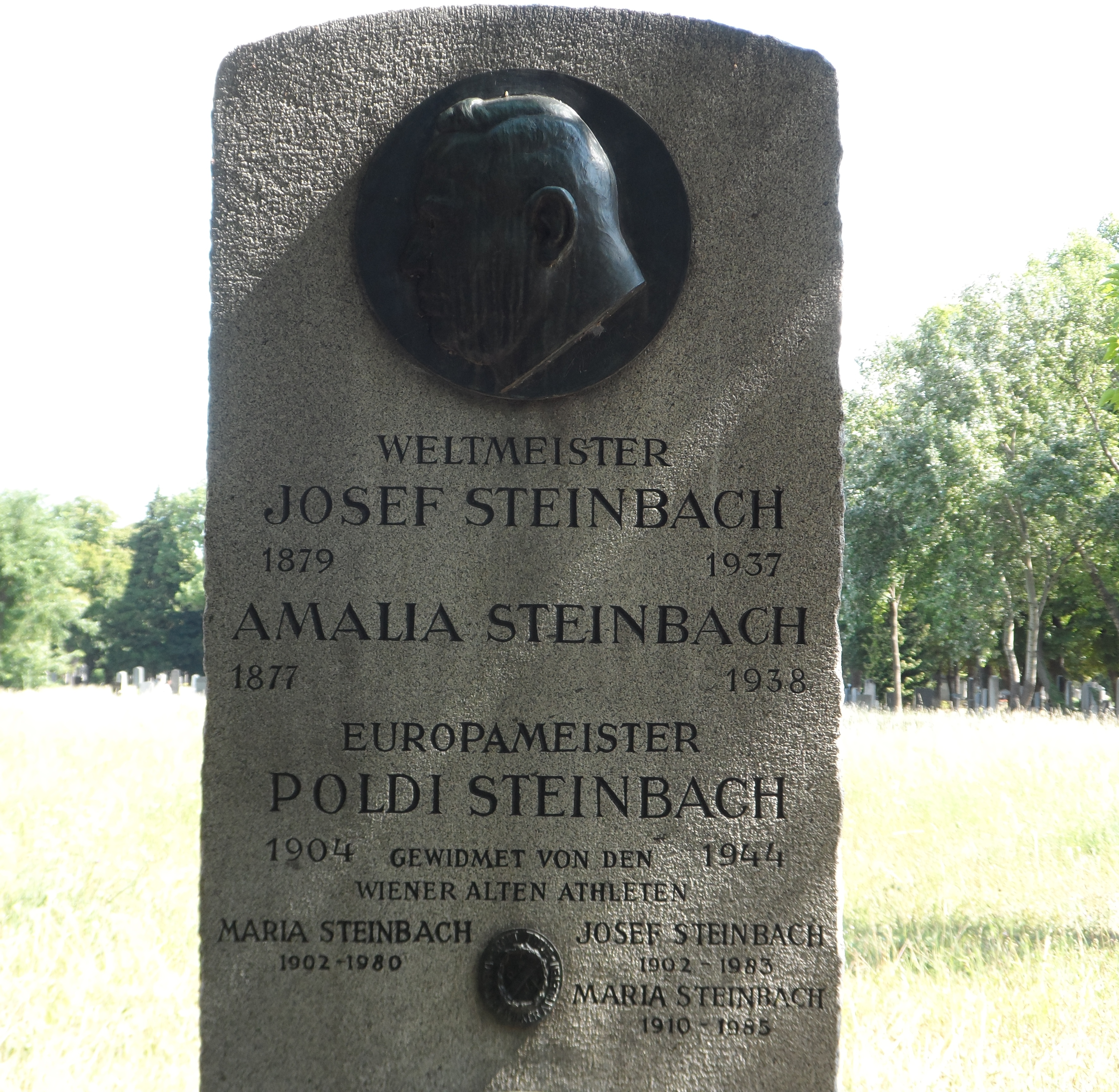
Familiengrab der Steinbachs

Leopold „Poldi“ Steinbach (* 5. Juni 1904 in Wien; † 15. Juni 1944 ebenda) war ein österreichischer Boxer im Mittelgewicht. Er war der Sohn des Kraftsportlers Josef Steinbach und wurde 1931 Österreichs erster Boxeuropameister.

## Werdegang
Steinbach bestritt seinen ersten Profikampf am 3. Mai 1923 in Wien und besiegte dabei den Serben Eduard Kovařovic durch K. o. in der ersten Runde. Im selben Jahr blieb er auch in vier weiteren Kämpfen unbesiegt und gewann am 25. Januar 1924 durch technischen K. o. in der elften Runde, den Österreichischen Meistertitel im Mittelgewicht gegen Hans Wesselitsch. In seinen folgenden vier Kämpfen, gelang ihm auch ein erneuter t.K.o.-Sieg im Rückkampf gegen Wesselitsch.
Seine erste Niederlage erlitt er im November 1924 gegen den Deutschen Alex Kiausch, dem er auch im Rückkampf nur ein Unentschieden abringen konnte. Dafür gelangen ihm unter anderem beachtliche Siege gegen den ungeschlagenen Hermann Herse (bekannt als Sparringspartner von Max Schmeling), den ungeschlagenen Italienischen Meister Abelardo Zambon und den ehemaligen Deutschen Meister Hans Seifried. Im Dezember 1926 verlor er nach Punkten gegen den erfahrenen Deutschen Meister Ernst Grimm, zudem endete sein Kampf gegen Alex Tomkowiak aufgrund gegenseitiger Unsportlichkeiten wertungslos. Am 18. Januar 1929 boxte er in Berlin gegen Hein Domgörgen und wurde anfangs zum Verlierer nach Punkten erklärt. Jedoch konnte das österreichische Lager erfolgreich Beschwerde gegen das durch Heimvorteil beeinflusste Kampfergebnis einlegen, wonach der Kampf ebenfalls in ein wertungsloses Ergebnis geändert wurde.
Nach einem erneuten Punktesieg gegen Hermann Herse, einem Punktesieg gegen den Niederländer Piet Brand und einem K.-o.-Sieg gegen den Ex-Europameister Leone Jacovacci, erhielt er am 19. Juni 1931 einen Titelkampf um die EBU-Europameisterschaft im Mittelgewicht gegen den Italiener Mario Bosisio (Bilanz: 101 Siege in 112 Kämpfen). Steinbach konnte sich in diesem harten Duell über 15 Runden einstimmig nach Punkten durchsetzen und wurde damit der erste österreichische Box-Europameister. Doch bereits in seiner ersten Titelverteidigung am 30. August 1931, verlor er den Titel in Berlin nach Punkten an Hein Domgörgen. Nach einer über neunmonatigen Kampfpause kam es im Juni 1932 zu einem dritten Kampf mit Domgörgen, den Steinbach schließlich durch K. o. in der siebenten Runde gewann.
Am 18. August 1933 boxte er erneut um den EBU-Titel, verlor jedoch durch t.K.o. gegen den Schweden John Andersson. Am 17. August 1934 konnte er jedoch erneut die Österreichische Meisterschaft im Mittelgewicht erkämpfen, nachdem er sich nach Punkten gegen Karl Neubauer durchgesetzt hatte. Seinen letzten Kampf bestritt er am 3. Juli 1936 gegen den Puerto-Ricaner Angel Clivillés und gewann durch K. o. in der ersten Runde.
Nach seiner aktiven Karriere wurde er Sportlehrer und Boxtrainer. Er betreute gemeinsam mit seinem Bruder Josef unter anderem die Europameister Karl Blaho, Heinz Lazek und Ernst Weiss. 1941 kam sein Sohn, der spätere Geographieprofessor Josef Steinbach, zur Welt. Am 15. Juni 1944 starb Leopold Steinbach bei einem alliierten Luftangriff auf seine Sportstätte im Dianabad und wurde zwölf Tage später in einem Familiengrab am Wiener Zentralfriedhof beigesetzt. Sein EM-Gürtel ist im Bezirksmuseum Landstraße ausgestellt.